# کارگو
کارگو نام یک گروه موسیقی راک در کشور ترکیه است.
دههٔ ۱۹۹۰، دههٔ انفجار موسیقی پاپ در ترکیه بود ولی از سال ۱۹۹۳ کارگو موسیقی راک را به‌طور جدی وارد موسیقی ترکیه کرد. ولی آلبوم اول آنها فروش چندان زیادی نداشت و این امر مشکلات جدی برای گروه به وجود آورد.

## دیسکوگرافی

### آلبوم‌ها
- Sil Baştan (از اول) (۱۹۹۴)
- Yarına Ne Kaldı (برای فردا چه مانده است) (۱۹۹۶)
- Sevmek Zor (دوست‌داشتن سخت است) (۱۹۹۷)
- Yalnızlık Mevsimi (فصل تنهایی) (۱۹۹۸)
- Sen Bir Meleksin (تو یک فرشته‌ای) (۲۰۰۰)
- Herkesin Geçtiği Yoldan Geçme (با هرکسی همسفر نشو) (۲۰۰۰)
- (Best of Kargo (۲۰۰۱
- Ateş ve Su (آتش و آب) (۲۰۰۴)
- Yıldızların Altında (زیر ستاره‌ها) (۲۰۰۵)

### تکی‌ها
- (Efes Dark CD (۲۰۰۰

## اعضا

### فعلی
- سلیم اوزتورک (گیتار)
- کورای جان‌دمیر (وکال)
- بوراک کاراتاش (درام)
- سرکان چلیکوز (کیبورد)

### قبلی
- محمد شنول‌شیشلی (بیس) (MŞŞ)